# Hipoparatireoidizam
Hipoparatireoidizam je stanje smanjenog stvaranja paratiroidnog hormona (PTH), tj. smanjene funkcije doštitne žlijezde.
Kao posljedica smanjenog stvaranja PTH dolazi do smanjenja koncentracije kalcija u krvi (hipokalcijemija), što remeti funkciju mišićnih i živčanih stanica.
Primarni hipoparatireoidizam, nastaje kao posljedica oštećenja ili bolesti doštitne žlijezde, te uzrokuje smanjenje koncentracije kalcija, dok sekundarni hipoparatireoidizam je fiziološko stanje nastaje kao posljedica povećane koncentracije kalcija (hiperkalcijemija) koja uzrokuje smanjenje lučenje PTH, a što je najčešće uzrokovano bolestima drugih organski sustava. Pseudohipoparatireoidizam je naziv za stanja u kojima postoji normalno lučenje PTH, ali koji nema normalan učinak na ciljana tkiva.

## Uzroci
Hipoparatireoidizam mogu uzrokovati: 
- ozljeda ili oštećenje doštitnih žlijezda:
  - ozljeda ili kirurško odstranjenje doštitne žlijezde prilikom operacija štitnjače ili ostalih operacija na vratu, te oštećenje krvnih žila koje hrane doštitne žlijezde
  - oštećenje zračenjem doštitne žlijezde prilikom radioterapije okolnih struktura
  - izravna oštećenja metastatskom bolesti, granulomatoznom upalom, amiloidozom, sifilisom ili sustavnom sklerozom
  - autoimuna invazija i destrukcija doštitnih žlijezda: 
    - autoimuni poliglandularni sindrom tip 1 (HAM sindrom)
    - autoimuni hipoparatireoidizam

  - opterećenja metalima kao što su npr,:
    - hemokromatoza kod koje dolazi do nakupljanja željeza u brojnim organim među kojima i doštitnoj žlijezdi
    - Wilsonova bolest kod koje dolazi do nakupljanja bakra
    - suvišak i nedostatak magnezija
    - odlaganja aluminija (kod bolesnika s terminalnim oštećenjem bubrega na programu hemodijalize)
- oštećenja funkcije receptora za kalcij na stanicama doštitne žlijezde
- brojni prirođeni genetički poremećaji mogu rezultirati agenezom (potpuni nedostatak) ili hipoplazijom (nepotpun razvoj) doštitne žlijezde, npr.:
  - DiGeorgov sindrom, brahialna disgeneza (bolest kod koje može postojati potpuni nedostatak doštitne žlijezde od rođenja)
  - Kearns-Sayreov sindrom
  - Barakat sindrom
- neonatalno, kod novorođenčadi čije majke su tijekom trudnoće imale hiperkalcijemiju može doći do kronične supresije lučenja PTH djeteta i/ili atrofije doštitnih žlijezda djeteta.

## Simptomi
Simtpomi nastaju kao posljedica hipokalcijemije koja pojačava podražljivost mišićnih i živčanih stanica što se može manifestirati mišićnim grčevima, tetanijom (Chvostekov znak, Trousseauov znak latentne tetanije), parestezijama, razdražljivosti, zamorom, a u težim slučajevima epileptičnim napadima, larignospazmom, bronhospazmom.

## Liječenje
Bolest se liječi uzimanjem preparata kalcija i vitamina D. Iako postoje pripravci hormona PTH, no oni se ne koriste u liječenju ovog stanja. 